# Sopa de mondongo

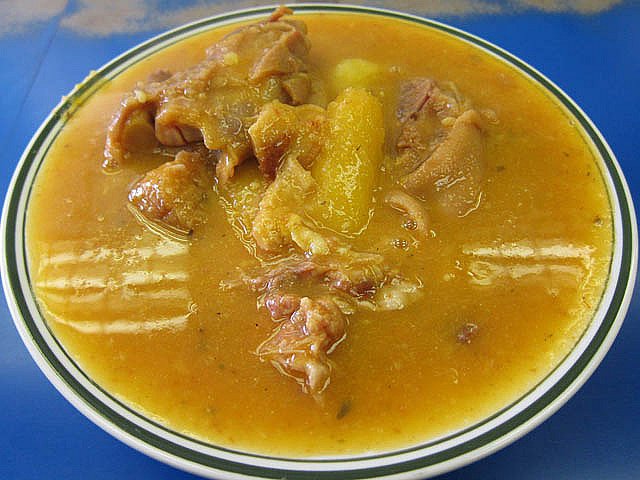
Puerto-ricanische Variante der Kuttelnsuppe

Sopa de mondongo ist eine Suppe aus lange gegarten, geschnetzelten Kutteln mit Gemüsesorten wie etwa  Paprika, Zwiebeln, Kohl, Karotten, Sellerie, Tomaten, Koriander, Knoblauch und Wurzelgemüse. Das Gericht wird üblicherweise in den ehemaligen spanischen Kolonien Lateinamerikas, der Karibik und den Philippinen zubereitet.